# کارن نیستروم
کارن نیستروم (انگلیسی: Karen Nystrom؛ زادهٔ ۱۷ ژوئن ۱۹۶۹) بازیکن هاکی روی یخ اهل کانادا است.